# Planty
Planty é uma comuna francesa na região administrativa de Grande Leste, no departamento de Aube. Estende-se por uma área de 10,82 km². Em 2010 a comuna tinha 242 habitantes (densidade: 22,4 hab./km²).